# Boris Kumm
Boris Kumm (ur. 1 września 1897 w Parnawie, zm. 25 listopada 1958 w Tallinie) – estoński działacz komunistyczny, generał major, ludowy komisarz spraw wewnętrznych Estońskiej SRR (1940-1941), ludowy komisarz/minister bezpieczeństwa państwowego Estońskiej SRR (1944-1950), organizator stalinowskiego terroru w Estonii.

## Życiorys
Do 1915 uczeń gimnazjum w Parnawie, później uczeń aptekarza, od maja 1916 w rosyjskiej armii, we wrześniu 1917 zdemobilizowany ze względu na stan zdrowia. Od lutego 1919 do lipca 1920 w estońskiej armii, kapral, później działacz związku budowlańców, od 1922 w Estońskiej Niezależnej Partii Socjalistycznej, od czerwca 1923 w Komunistycznej Partii Estonii. Od grudnia 1923 deputowany do Dumy Miejskiej Parnawy, w styczniu 1924 aresztowany i skazany na 15 lat katorgi, w maju 1938 zwolniony na mocy amnestii, później pełnomocnik Biura KPE w Parnawie i sekretarz Komitetu Miejskiego KPE w Parnawie. Po agresji ZSRR na Estonię w czerwcu 1940 kierował organami NKWD Estonii, w czerwcu-lipcu 1940 był komisarzem policji politycznej Tallina, w lipcu-sierpniu 1940 pomocnikiem dyrektora Departamentu Policji MSW Estonii, od 25 sierpnia 1940 do 26 lutego 1941 ludowym komisarzem spraw wewnętrznych Estońskiej SRR, a od 26 lutego do 31 lipca 1941 ludowym komisarzem bezpieczeństwa państwowego Estońskiej SRR, od 2 stycznia 1941 w stopniu starszego majora bezpieczeństwa państwowego ZSRR. Od października 1940 członek WKP(b), 31 lipca do 18 listopada nominalnie ponownie ludowy komisarz spraw wewnętrznych Estońskiej SRR, później w rezerwie Wydziału Kadr NKWD ZSRR, od 18 stycznia do 1 czerwca 1942 szef Oddziału 7 Wydziału 2 Zarządu 4 NKWD ZSRR, od 1 czerwca 1942 do 14 maja 1943 szef Oddziału 5 Wydziału 1 Zarządu 4 NKWD ZSRR, od 14 lutego 1943 komisarz bezpieczeństwa państwowego. Od 14 maja do 30 listopada 1943 szef Oddziału 5 Wydziału 2 Zarządu 4 NKGB ZSRR, następnie szef Grupy Operacyjnej NKGB w Estonii, a od 29 marca 1944 do 28 stycznia 1950 ludowy komisarz/minister bezpieczeństwa państwowego Estońskiej SRR, 9 lipca 1945 awansowany na generała majora NKWD. Od kwietnia 1950 zastępca ministra, później minister gospodarki komunalnej Estońskiej SRR, od sierpnia 1953 na emeryturze. Deputowany do Rady Najwyższej ZSRR 1 i 2 kadencji.

## Odznaczenia
- Order Czerwonego Sztandaru (dwukrotnie - 31 maja 1945 i 24 sierpnia 1949)
- Order Wojny Ojczyźnianej I klasy (18 czerwca 1946)
- Order Czerwonej Gwiazdy (20 września 1943)
- Odznaka "Zasłużony Funkcjonariusz NKWD" (19 grudnia 1942)

I 4 medale.